# Torrey (Utah)
Torrey é uma cidade  localizada no estado norte-americano de Utah, no Condado de Wayne.

## Demografia
Segundo o censo norte-americano de 2000, a sua população era de 171 habitantes.
Em 2006, foi estimada uma população de 190, um aumento de 19 (11.1%).

## Geografia
De acordo com o United States Census Bureau tem uma área de
1,0 km², dos quais 1,0 km² cobertos por terra e 0,0 km² cobertos por água. Torrey localiza-se a aproximadamente 2084 m acima do nível do mar.

## Localidades na vizinhança
O diagrama seguinte representa as localidades num raio de 44 km ao redor de Torrey.